# 4109 Анохін
4109 Анохін (1969 OW, 1976 QC2, 1976 SW6, 1983 TC2, 4109 Anokhin) — астероїд головного поясу, відкритий 17 липня 1969 року.
Тіссеранів параметр щодо Юпітера — 3,600.